# Cyclopterus
Cyclopterus is een monotypisch geslacht van straalvinnige vissen uit de familie van de snotolven (Cyclopteridae) en de orde van de schorpioenvisachtigen (Scorpaeniformes). 

## Soort
- Cyclopterus lumpus Linnaeus, 1758 – Snotolf